# Wcięcia Schmidta-Lantermana
Wcięcia Schmidta-Lantermana, wcięcia mieliny – kieszonki cytoplazmatyczne będące pozostałością cytoplazmy komórki Schwanna, obserwowane w osłonkach mielinowych nerwów obwodowego układu nerwowego. W obrazie histologicznym przedstawiają się jako V-kształtne przejaśnienie, skierowane dołem ku końcowi aksonu. Eponim honoruje pierwszych odkrywców tych struktur: pracujących niezależnie od siebie amerykańskich lekarzy A.J. Lantermana i Henry′ego D. Schmidta.